# Cour des Cerfs
La cour des Cerfs est une cour intérieure du château de Versailles, en France.

## Localisation

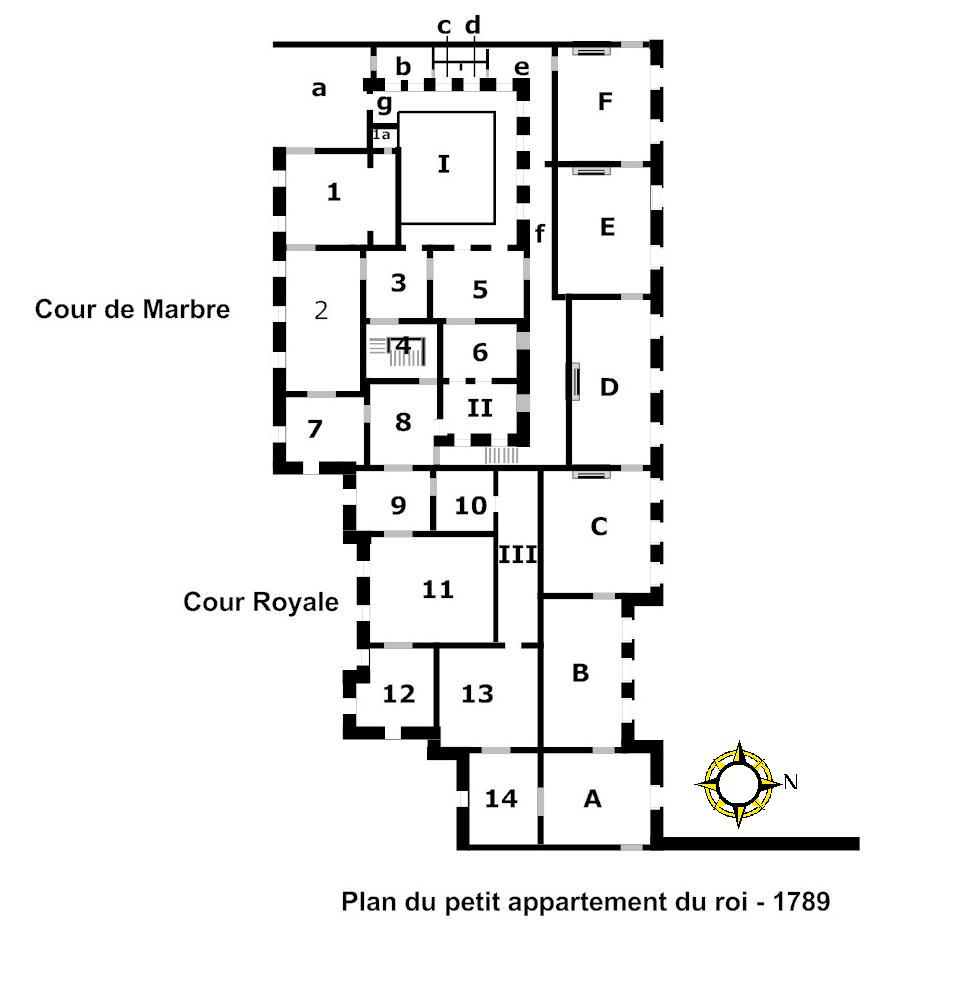
Plan du premier étage de l'aile nord du château de Versailles ; la cour des Cerfs est indiquée en I ; la petite cour du Roi est indiquée en II.

La cour des Cerfs est située dans la partie ouest de l'aile nord du château de Versailles. Il s'agit de l'une des quatre cours intérieures du château, avec la petite cour du Roi (aile nord, à l'est), la cour de la Reine (aile sud, partie ouest) et la cour du Dauphin (aile sud, partie est).

## Historique
À la fin du XVIIe siècle, les architectes Le Vau et d'Orbay construisent, sur ordre de Louis XIV, une enveloppe de pierre englobant le vieux château de Versailles, au nord et au sud. Cette construction crée deux cours intérieures, la cour du Roi au nord et la cour de la Reine au sud.
En 1740, les agrandissements du bâtiment conduisent à séparer ces deux cours en deux. Au nord, la cour du Roi est divisée en cour des Cerfs à l'ouest et petite cour du Roi à l'est.

## Mobilier et décorations

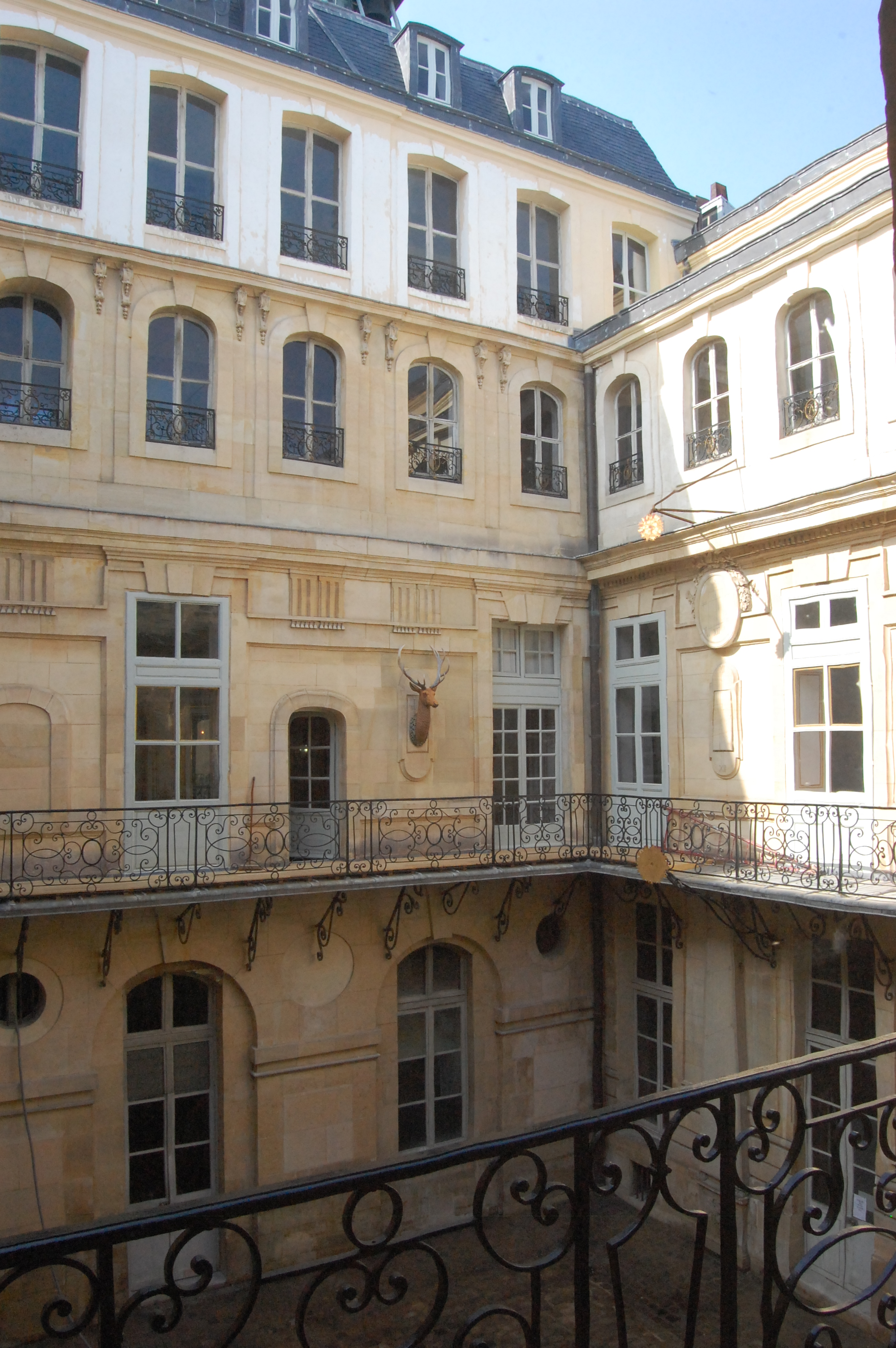
Vue de la cour des Cerfs depuis le cabinet des chiens au premier étage.

La cour des Cerfs comportent des têtes de cerfs, qui lui donnent son nom.